# Raficer
Els raficers (Raphicerus) són un gènere de petits antílops de la tribu dels neotraginis (subfamília dels antilopins) endèmics de l'Àfrica subsahariana, on s'estenen des de Kenya al nord fins al Cap Occidental a Sud-àfrica.
El gènere conté tres espècies:
- Raficer del Cap R. melanotis
- Raficer de Sharpe R. sharpei
- Raficer comú R. campestris[2]